# Parafia Niepokalanego Poczęcia Najświętszej Maryi Panny w Ostrowie
Parafia Niepokalanego Poczęcia Najświętszej Maryi Panny w Ostrowie – parafia położona w Ostrowie. Należy do dekanatu Żarnowiec Archidiecezji Gdańskiej.

## Historia
Parafia została erygowana 13 czerwca 2001 z parafii w Karwi. Obecny kościół w budowie od 2004. Obecnym proboszczem jest ks. Andrzej Buja.